# Scopoides naturalisticus
Scopoides naturalisticus är en spindelart som först beskrevs av Chamberlin 1924.  Scopoides naturalisticus ingår i släktet Scopoides och familjen plattbuksspindlar. Inga underarter finns listade i Catalogue of Life.